# René Binz
René Binz (*  5. Oktober 1902 in Freiburg; † 10. Dezember 1989 ebenda; heimatberechtigt in Niederwil SO und ab 1924 in Düdingen) war ein Schweizer Politiker und Staatskanzler des Kantons Freiburg. Er war Mitglied der Konservativen Partei.

## Leben
René Binz wurde als Sohn des Gaspard Binz, Präparator an der Naturwissenschaftlichen Fakultät der Universität Freiburg, und der Bertha Söll geboren.
Nach dem Studium der Rechts- und Wirtschaftswissenschaft in Freiburg erwarb Binz 1924 das Lizentiat. Er war Mitglied des Schweizerischen Studentenvereins (StV). Von 1924 bis 1933 war er Vizestaatskanzler und anschliessend bis 1968 Staatskanzler des Kantons Freiburg. Er übte das Amt des Staatskanzlers somit während 35 Jahren aus. Der zweisprachige Binz verbesserte die Übersetzungsdienste der Staatskanzlei und förderte die Beziehungen zwischen Behörden und Presse.
Von 1939 bis 1942 war Binz Generalsekretär der Jungkonservativen sowie 1934 Gründer und Leiter ihrer Halbmonatsschrift Neue Ordnung. Von 1960 bis 1976 war er Präsident des Verwaltungsrats der Freiburger Nachrichten. Darüber hinaus war er von 1946 bis 1975 Ratspräsident der Stiftung Pro Juventute. Von 1961 bis 1976 präsidierte er die Schweizerische Trachtenvereinigung.